# Changhe WZ-10
Changhe WZ-10 (Wuzhuang Zhisheng-10) – chiński śmigłowiec szturmowy, przeznaczony głównie do zwalczania broni pancernej. WZ-10 produkowany jest w zakładach Changhe Aircraft Industries Corporation i ma zastąpić śmigłowce Harbin WZ-9.
Wczesna koncepcja śmigłowca została zrealizowana na zlecenie Chin przez rosyjskie biuro konstrukcyjne Kamowa w 1995 roku jako "projekt 941". Po jego zaakceptowaniu dalsze prace rozwojowe i budowę prototypów prowadziła samodzielnie strona chińska.
W 2015 roku trzy maszyny tego typu Chiny przekazały nieodpłatnie Korpusowi Lotniczemu Pakistańskich Wojsk Lądowych. Pakistan szuka śmigłowców szturmowych mogących w przyszłości zastąpić starzejącą się flotę maszyn Bell AH-1 Cobra.